# 匿名者 (黑客組織)
匿名者是一種以共同理念組成的黑客團體，匿名者自稱其不是組織，也不屬於任何一個企業和政黨，它只是一個理念，一個想法。匿名者比起黑客集團更像是一種社群，只要有相同想法或是理念，任何人都可以加入。其發跡於2003年，隨後在政治上形成一些共識，並發起自主性或自發性行為與活動。他們經常利用阻斷服務攻擊（DDoS）的手段攻擊政府、宗教和企業網站並宣傳自己的主張。
匿名者至今沒有證據其存在明確的組織規章或首腦，換言之任何人或一群人都能以自稱匿名者的名義從事行為。

## 歷史
匿名者在西元2003年起源於4chan的貼圖區，這個貼圖區能讓在線及離線社區的用戶以無政府狀態交流，形成數碼化的全球腦（digitized global brain）。匿名者（也稱为Anons）會帶著蓋伊·福克斯面具來隱藏身份。在早期的時候，成員們會通常在在線社區協定一些不严格的自我約定目標，那些目標主要注重於娛樂，或弄一些惡作劇以達至幸災樂禍的目的，但在2008年，匿名者展開「Project Chanology」行動，以抗議、惡作劇和駭客攻擊的方式反對山達基教會，自此匿名者便開始合作參與更多與國際問題有關的黑客行動。
匿名者連續在全球的高調出擊，引發了人們越來越多的正反兩方關注，美國有線電視新聞網稱它是“維基解密”的繼承者。也有美國《俄克拉何馬日報》專欄作者認為，匿名者的襲擊只是為了維護互聯網自由，他們只是黑客還不算是恐怖分子。但美國聯邦傳播委員會（FCC）於 2017年12月正式過表決，將廢除原本於奥巴马政府時期設立的「網路中立性」的規定，此舉遭來匿名者又一波宣戰與抗議。

## 理念
匿名者核心理念是“無名無份（匿名），平等地位，呼籲網路自由”。“我們是匿名者。我們是軍團。我們不寬恕。我們不淡忘。敬請期待。”（"We are Anonymous. We are Legion. We do not forgive. We do not forget. Expect us."）
匿名者並沒有網站，他們不要求捐款，YouTube頻道不會接業配也不會接廣告，如有自稱是匿名者的人要求捐款，那他就是假的匿名者。
2015年天下雜誌專訪一位自稱匿名者創始營運階級高層者，他回應違法爭議「如果改變必須透過違法來完成，我想法律就必須被打破。」

## 攻擊、重要行動

### 反對山達基教會
2008年1月15日，部落格网站Gawker发布了一段视频：著名影星声称要将自己完全奉献给山達基教会。随后，视频在网上快速流传，并引来大量恶搞模仿。对此，山達基教會發布了一份「停止并终止」（Cease and desist），要求他們停止侵犯著作權。作為回擊，4chan用戶實施了一系列行動，包括不斷播打其熱線電話、傳送黑色傳真以浪費其墨盒，以及對山達基教會的網站實施阻斷服務攻擊（DDoS）。
在DDoS攻擊中，一批匿名者向YouTube上傳了一個名為「Message to Scientology」的影片，其中一個機械的聲音對「山達基的領袖」（Leaders of Scientology）說「為了你們的追隨者好，為了人類好——為了一笑——我們得將你驅逐出互聯網。」（For the good of your followers, for the good of mankind—for the laughs—we shall expel you from the Internet.）十日內，該影片吸引了上萬次點擊。1月27日，匿名者成员声称，这次行动的目的是反对山达基教会企图控制互联网信息，而不是反对教会本身。
2月10日，大批匿名者同時聚集在世界各地的山達基教會設施附近示威。他們之中有很多人戴了《V怪客》中的蓋伊·福克斯面具，此後該面具成了匿名者的標誌。
此次行動名為「Project Chanology」，匿名者自此次行动开始「黑客行動主義」（英語：hacktivism，語自hacking + activism），不断出击。他们组织有数千名成员，这些人分成数十人的小组，对各种事件作出反应。

### 支援維基解密

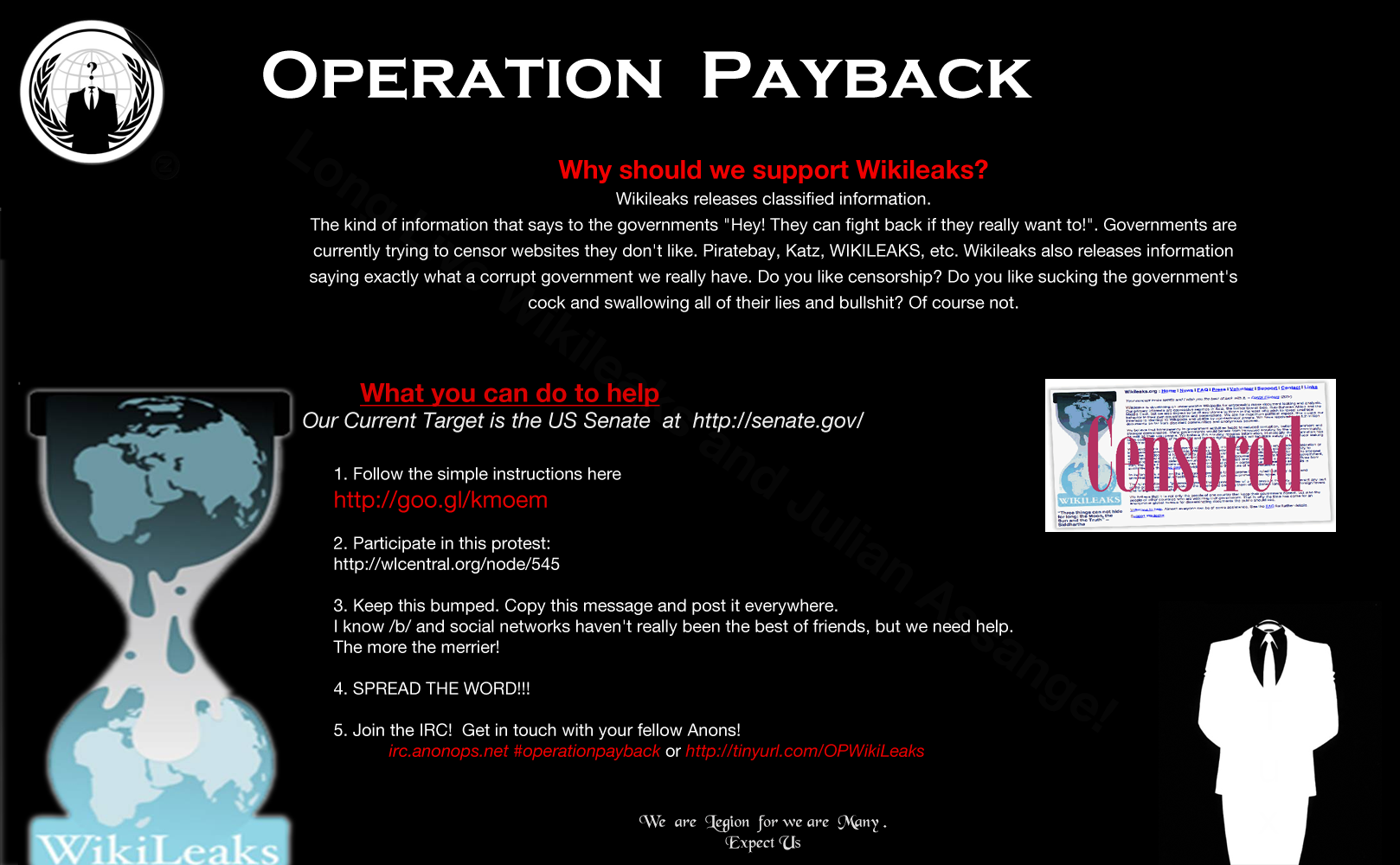
「Operation Payback」行動的宣傳畫中，匿名者解釋了「為甚麼我們要支持維基解密？」

2010年12月，西班牙示威者帶著匿名者和維基解密創始人阿桑奇的面具進行抗議。2010年12月，匿名者想到了一個讓它成為人們關注焦點的事由：維基解密。匿名者開始攻擊那些與維基解密及阿桑奇發生爭論的組織和個人。阿桑奇在瑞典受到不當性行為指控，後來在倫敦被捕，他對這些指控矢口否認。在匿名者的攻擊之下，那些與維基解密斷絕往來的公司網站要么關閉、要么運行速度放緩，萬事達、Visa和PayPal等均是如此。所有受攻擊的公司都說，它們的系統沒有受到影響。PayPal說，對PayPal網站的攻擊在短時間內令支付速度變慢，有時可能無法進行交易，但並不嚴重。

### 打擊兒童色情
匿名者曾於2011年10月宣布展開名為「Operation Darknet」的行動，旨在打擊兒童色情網站。值得一提的是，他们攻陷并关闭一个拥有大量数据的地下恋童网站。此网站名为蘿莉塔之城，建于高度隐匿的Tor网络，拥有100G以上的色情数据。匿名者侵入该网站后，获取了1589名使用者的资料，并公之于众。匿名者发表声明称该网站让恋童癖的问题惡化，甚至会诱使他们进行诱拐、猥亵、强奸儿童。

### 入侵麻省理工網站
匿名者於2013年1月攻擊麻省理工學院的網域並更改標題頁以向死去的亚伦·斯沃茨致敬，包括向美國版權法制度提出多項改進的要求及一篇斯沃茨在2008年寫下的“開放獲取游击队宣言（Guerilla Open Access Manifesto）”，宣言中鼓勵每一個網路使用者行動起來，阻止商人與政客把網路私有化，將知識與資訊廣泛傳播。

MIT.edu、DOJ.gov、W3.gov等相关网站相继被駭客关闭。

### 入侵北韓官媒網站
2013年4月上旬，匿名者入侵了朝鲜的官方新闻网站（我们民族之间网，经常发布斥责美国的宣传视频）及其相关的Twitter和Flickr帳号，并上传了金正恩的惡搞照片。

### 入侵菲律賓政府網站
2013年3月4日沙巴衝突，馬來西亞與菲律賓駭客大戰，菲律賓總統府網站被匿名者马来西亚分会成员攻佔。
2013年5月13日，自稱匿名者台灣分部的人入侵菲律賓各機構官方網站，要求菲律賓為5月9日海岸防衛隊槍殺台灣漁民道歉。在13日凌晨已經將菲律賓政府域名的DNS伺服器（dns.gov.ph）資料庫破解，並公開資料庫的帳號密碼。

### 入侵中华人民共和国政府及港府網站
匿名者2014年10月1日通過News2Share網站揚言將駭入香港政府的所有網站，表示不滿香港警方動用防暴警察、胡椒噴霧及催淚彈對付手無寸鐵的雨傘革命示威者，宣佈開展一個代號為「Operation HongKong」的網絡戰，不排除入侵政府內聯網，公開機密資料或官員個人資料。
根據News2Share收到的影片和被攻陷的網站截圖，匿名者已攻陷过民建联、工聯会等多个香港建制派政党的官网，電視廣播有限公司、香港政府新聞處（之後政府重建網頁）亦已被攻陷。10月4日香港政府工業貿易署網頁亦已被攻陷。網站截圖顯示中國官媒人民日報網站10月6日遭攻陷。
2014年10月12日，匿名者聲稱攻破52個中國政府網站，並三次披露攻陷獲得的數據，主要來自浙江省長興縣人力資源和社會保障局及浙江省寧波市保稅區管理委員會。匿名者於10月26日攻下潮洲商會。10月27日攻下冠忠巴士集團旗下環島旅運網頁。10月29日攻下廣德縣物價局。12月2日攻下哈爾濱工業大學博物館。
2016年1月2日，匿名者宣稱將要對任何中國共產黨網站發動網路攻擊，表示不滿銅鑼灣書店股東及員工失蹤事件，違反「一國兩制」的自由原則。
2016年2月10日，匿名者聲言會對香港政府的網站發動網絡攻擊，表示不滿香港警方和政府處理2016年農曆新年旺角騷亂做法，經常用暴力對待市民，並企圖隱瞞事實。

### 攻擊伊斯蘭國
2014年6月匿名者上傳了一段影片，針對伊斯兰国（ISIS）在伊拉克的恐怖主義行為展開代號「Operation Ice ISIS」的行動，宣稱「我们的荣誉守则促使我们要保护这些手无寸铁的人们，无论是在网络世界还是现实世界」（We are held by a code of honor to protect those who are defendless, both in the cyber world and the real world），同時還警告了一些支持伊斯蘭國的國家和組織、以及「以安全或民主的名義支持軍火商」發動戰爭的美國。
2015年2月匿名者對伊斯蘭國宣戰，并号召全球的駭客行动起来、共同抵制伊斯蘭國在网络空间的宣传。匿名者宣稱「你们会被当做病毒对待，我们是治疗者」（You will be treated like a virus, and we are the cure）。匿名者聲稱他們已經掌控或摧毁1,000多个伊斯蘭國的相关网站、社交媒体帐号及电邮地址，匿名者攻擊伊斯蘭國支持者的推特帳號，也嘗試關閉伊斯蘭國支持者的臉書專頁、博客、網頁及代理伺服器；他們成功入侵一些帳號以後，便將帳號頭像換成日本動漫女孩「伊斯蘭國娘」（ISISちゃん）的圖片。
2015年11月巴黎襲擊事件後，匿名者在twitter宣布向發動恐襲的伊斯蘭國宣戰，誓言「不會放過你們」，並在YouTube上傳影片叫伊斯蘭國「等着瞧」，伊斯蘭國則回擊稱匿名者不過是一群幼稚小孩，只能入侵Twitter和電子郵件的白痴。

### 公布三K黨成員名單
2014年8月美國密蘇里州聖路易郡佛格森市非裔青年布朗遭白人警察威爾森當街槍殺，後者卻於當年11月24日獲得不起訴處分，導致抗議民眾再度上街。當時3K黨聲稱將使用「致命武力」對付示威民眾；匿名者隨後癱瘓3K黨相關網站，並駭入其兩個相關twitter帳號。
2015年10月匿名者宣布將計劃公布1,000名美國3K黨及其外圍團體的成員名單，行動代號為「Operation KKK」。匿名者發布的新聞稿表示：揭開3K黨的真面目是正確的事，他們已長期觀察3K黨，揭露這些人的面紗是「正確之舉」；新聞稿中也提到，「你們比極端主義份子更過分、你們比仇恨團體更過分、你們的行動方式跟恐怖份子如出一轍，你們也應該被當作恐怖份子」。11月1日匿名者表示，凡3K黨羽翼網站，都被該組織所追躡；3K黨的伺服器已被他們關掉，也取得3K黨成員的個人資訊，另滲透入他們的臉書、推特。而這一切只是開頭而已。但某知名3K黨旗下推特帳號已暗示，5日將舉行反匿名者遊行，以反制該駭客組織。
2015年11月5日匿名者依約公布3K黨匿名者及相關團體的成員名單，先前匿名者宣稱名單人數「近1,000名」，但在公布前夕移除部分仍需進一步調查確認者，自稱為謹慎起見，僅讓數百人曝光。匿名者表示，這份名單主要透過「人際情報」（HUMINT）的資料收集法彙整而成，包括訪談專家與網路間諜行動，而非駭侵手段彙整出清單，並附上3K黨人臉書與Google+社群媒體帳戶或電子郵件資訊。匿名者聲明指出，「現實是，種族主義並沒有戴著罩帽，而是滲透在我們文化的各個層面。」聲明也表示，匿名者摘去這些人的罩帽（HoodsOff）的部分原因不在其身分，而是「他們的罩帽在我們社會中的象徵意義」，但相關領域專家的初步反應則指出，其中大多是大眾已知的3K黨活動人士，不算太過刺激的披露，其中還具有一些誤導性的資訊。國際間對抗反猶太主義的反誹謗聯盟極端主義中心主任皮特卡瓦奇（Mark Pitcavage）指出，名單中大多數人的3K黨行為都並非秘密，「基本上是公眾層級的資訊」，其所列數百位人士當中，雖有些人確實有白人優越思想，但不是3K黨成員。
匿名者這份名單原本打算在麥可·布朗命案中，槍殺黑人青年的白人警員獲不起訴的1周年（11月24日）進行公布，但因11月1日出現自稱與「匿名者」合作者發布的假名單流傳，所以最後提前到對匿名者組織深具意義的11月5日公布。匿名者也聲明自己與這份假名單沒有關係。最后，匿名者还是成功把3K黨變成（比较低调的）地下组织

### 攻擊馬英九政府單位與國民黨網站
2015年8月爆發臺灣高中歷史課綱微調案，自稱是「匿名者亞洲支部」，因支持反高中課綱微調運動陸續對馬英九政府任內的中華民國總統府、行政院、行政院主計總處、教育部、國防部、經濟部、法務部、內政部警政署刑事警察局、監察院、臺北市政府警察局刑事警察大隊、臺灣高等法院、中國國民黨、新黨、國家教育研究院、中國國民黨臺北市黨部、臺灣銀行、臺灣證券交易所、中國國民黨青年團、中國國民黨產業工會、中國國民黨組發會青年部、全球支柱網、馬英九新聞觀察站、旺旺中時媒體集團相關傳媒（含中國電視公司、中天電視、中國時報等）等立場親藍之媒體、泛藍政黨等網站實施分散式阻斷服務攻擊（DDoS），以上網站並無被實際攻陷或造成任何實質影響。唯一被攻陷的網站為中國國民黨台北市黨部民眾服務站（www.kmttp.org.tw），且其資料庫被公開在網上，該網站到8月7日下午5時17分時還為無法連線的狀態，實際攻擊者身份還需確認是否為同一批人所為。新黨主席郁慕明聲明強調此舉顯示臺灣前途實際上被國際牢牢掌控，並且聲稱要徹查匿名者。「匿名者亞洲支部」回應會持續站在反課綱的立場，針對支持課綱方作出最嚴正之譴責與警告。
調查局根據連線記錄及使用者IP位址分析，結果發現當時癱瘓教育部網站的竟是一名楊姓高中中輟學生，楊男到案坦承犯案，稱只是聲援反課綱行動，想惡搞一下，已經知道犯錯。檢察官認為楊男侵害的法益並不嚴重，並非癱瘓救災體系或金融機關網站，訊後即將他請回不予起诉。

### 聲援周子瑜
2016年1月發生周子瑜國旗事件，一群自稱台灣匿名者於1月16日癱瘓JYP娛樂的官方網站，要求JYP娛樂改回周子瑜的國籍並道歉。
为此香港一位匿名者於1月19日癱瘓黃安的經紀公司——君樂天禧傳媒的官方網站。

### 攻擊川普
2015年12月，當時尚為總統候選人的川普，因對穆斯林的爭議言論，遭匿名者癱瘓川普大樓的官網。
2017年1月一群自稱匿名者的人再度對美國川普總統宣戰，上網公開白宮職員的電話號碼，呼籲國際社會一起抵制、撤資及制裁美國。
他們呼籲包括向美國公民實施旅遊禁令、美國勞工抗爭、抵制美國產品。批評川普不尊重國際法、人權及基本行為準則。

### 支持加泰隆尼亞獨立運動
2018年8月宣稱對西班牙政府網站發動攻勢，抗議馬德里當局阻撓加泰隆尼亞獨立運動。前一年十月也有自稱匿名者的人一度小型攻擊西班牙憲法法院網站。

### 公布香港警員的個人資料
2019年6月25日，匿名者在網上公佈超過600名香港警員的個人資料，包括中英文姓名、手提電話號碼及其住址，表示不滿香港警方在同年6月12日反對逃犯條例修訂草案佔領行動中打壓異見、暴力犯罪及侵犯人權的行為，並認為警方使用槍械和武器的行為已違反《海牙公約》和《日內瓦公約》。他們稱今次的行動是為了香港市民及人類的福祉，並警告若香港警方「繼續犯罪」，他們將會向公眾公開全部警方成員的資料，並稱警方永遠不能戰勝憤怒的人民。警方將無藏身之所，因為匿名者無處不在。

### 聲援台灣加入聯合國
2020年2月5日，匿名者入侵聯合國官網創立台灣頁面。

### 攻擊美國警察
2020年5月25日，美國明尼蘇達州明尼阿波利斯市一名叫喬治·佛洛伊德的黑人男性，於拘捕過程中被警員暴力對待並誤殺，因而引發了一連串示威與暴動；匿名者則在事發數天後在網絡上表示對美國警察多年來的濫暴行為與種族歧視感到憤怒，並要向美國警察報復。他們先是癱瘓了明尼阿波利斯市警署網站，再駭進芝加哥警署無線電不停播發辱駡警察的字句，同時也提到會一并揭發佛格森警署的暴行。

### 攻擊中华人民共和国政府
2021年10月1日，匿名者入侵中國文化中心官網，上傳中華民國國旗、國民黨旗、民進黨旗、中華民國國歌、中華民國歷任總統照片，與中华人民共和国最高領導人習近平介紹COVID-19病毒的合成迷因。此事件也引發美國社群平台「Reddit」網友高度關注。
2022年10月29日，匿名者入侵了中华人民共和国应急管理部和位于北京的私营商业卫星科技公司微納星空（Mino Space ）的网站，应急管理部的官網被植入中華民國國旗、中華民國總統蔡英文、天安門事件、西藏雪山獅子旗、李文亮醫生及习近平的小熊维尼漫画等图像。網站中有關中國應急管理的工作任務與目標，內容都被改成「台灣第一！」（Taiwan Nambah Wan！）、「打倒習近平、恢復中華民國！」等文字；此外，北京微納星空公司的網站也遭到了3次攻擊。匿名者成員賽博安納金的英文维基百科條目曾於當年9月下旬爆發編輯戰，條目中的大量內容被刪，匿名者懷疑大量內容是被“中国特工”删除，所以他們決定發動此次網絡攻擊。

### 在聖誕節前再次支持台灣
2021年12月23日，匿名者入侵聯合國官網並上傳了一系列頁面，其中包含中華民國國旗、國歌，和歌手黃明志的歌玻璃心等九個連結。

### 對俄羅斯發動網路戰爭
匿名者因爲反對戰爭的理念，于2022年俄羅斯入侵烏克蘭期間，駭進了俄羅斯各種網路，包括俄羅斯國防部、網路服務供應商（Com2Com、PTT-Teleport Moscow、RELCOM和Sovam Teleport等）。其中一名成員甚至表示關閉克里姆林宮、在短時間內關閉了俄羅斯聯邦反壟斷局（ Federal Antimonopoly Service）的官網。匿名者提到，「我們參與了針對俄羅斯的行動，目標是俄羅斯政府，民間有些單位將會受影響，但這是不可避免的，希望我們的行動可以獲得俄國人民諒解，我們深知該國人民害怕遭到報復，因此難以公開反對獨裁者」；匿名者強調，「做為一個集體，我們只希望世界和平」。
2022年2月25日，匿名者透過推特表示，正式向俄羅斯政府展開「網路戰爭」，並在貼文標記烏克蘭，以抗議24日開始俄羅斯對烏克蘭的入侵行動。他們已駭進俄國官方媒體今日俄罗斯（Russia Today）使其被關閉，雖然很快就又恢復運作，但電視台表示仍不斷遭受網路攻擊。
同日，其于推特表示“幾個俄羅斯政府網站都關閉了”, RT News 網站暫停運作，俄羅斯政府與俄羅斯聯邦國防部的網站被關閉。
今日俄罗斯指明這些網路攻擊有27%都是來自於美國
- 2022年2月25日，匿名者于推特指出其已洩露俄羅斯國防部網站的數據庫[65]。
- 2022年2月26日，匿名者稱截獲俄羅斯軍事通訊[66]。

2022年2月27日，匿名者稱俄羅斯國家電視頻道已被入侵，並正在播放戰爭中的烏克蘭紀錄片。
2022年3月1日，匿名者称泄露了俄罗斯经济发展部的数据库。
2022年3月2日，匿名者癱瘓俄羅斯的航太控制中心，使其無法控制自己的衛星。匿名者旗下的駭客團隊NB65亦表示「我們不會停手，直到你停止投擲炸彈、殺害平民和試圖入侵的那刻。滾回俄羅斯」。
2022年3月15日，匿名者称向俄罗斯手机用户发送了 700萬条反战訊息，告诉他们普京入侵乌克兰的真相。

### 聲援伊朗抗議
2022年9月25日，在瑪莎·阿米尼去世後，匿名者關閉了伊朗網站以“幫助伊朗人民”。

### 對白紙運動
匿名者于中國大陆白紙運動期間聲援中國大陆民衆，匿名者Telegram帳號置頂訊息是：“加油中國人 你們不是孤單的！”並對中國大陆政府發出警告：“你們不能阻止我們，在對想要民主和自由的公民濫用權力之前，你應該預料到我們”。
2022年11月29日，匿名者發布「中國線上安全套餐」一文，指由於中國大陆當局在白紙革命期間在網路上追蹤公民，匿名者將提供各種民眾可保護自己的方法。
2022年11月30日，匿名者向中國大陆政府提出了五大訴求：
1. 停止強制核酸檢測和強制隔離，取消疫情政策，自願檢測自願隔離
2. 中國言論自由，不刪帖不封號，拆除網絡防火牆，讓人們看到真實發生在世界和中國的事情。
3. 釋放本次活動被捕者並撤銷指控
4. 放開護照辦理，開放國門，出境不可勸返
5. 取消主席職務終身制

2022年12月1日起，匿名者發起了“白皮書行動”，展開DDoS（分佈式阻斷服務）攻擊並關閉了中國政府控制的網站，並洩露了一些中國政府官員的個人信息。
同日據匿名者表示，已癱瘓黑龍江肇東市紀檢監察網（www.zdjjjcw.gov.cn）。中央社称，至截稿，該網站仍無法訪問。

### 攻击中国人民解放军军校网站
在六四事件34周年当天，中国大陆多个网站遭骇客攻击，植入“毋忘六四”与当年坦克车驶入北京镇压的照片，其中包括解放军陆军工程大学与航天工程大学。这些网站迄今无法进入。
此前国际骇客组织“匿名”（Anonymous）推特官方帐号5月31日宣布，“哈罗，中国，我们回来了”，网友纷纷呼吁采取行动，提醒中国民众不要忘了1989年六四事件。中央社说，截图显示，被骇的还有一些中国政府、医院、学校网站。“Anonymous64”并称，这次攻击目标是电子看板，地点遍及北京、上海、重庆、泉州、香港等。截图显示，有电子看板网站被骇改播“毋忘六四”、“还我言论自由”等图。
推特1日出现“Anonymous64”新帐号，IP位置显示在中国。第一则推文上传当年示威者只身挡住一排解放军坦克的经典照片，强调“毋忘六四”。“Anonymous64”5日贴出多张截图表示，已攻击中共网站，要让世界看到中国的真实，以及六四天安门事件的真相。
骇客还植入一张题为“作风优良，能打胜仗”的恶狗追松鼠的漫画，嘲讽解放军。另外在一个景区的网页，骇客们还植入了“北京四通桥革命”的图片和彭载舟的口号“不要核酸要吃饭……不做奴才做公民”。
10月2日，武昌职业学院网站海军与战略支援大队、陆军一大队、空军大队、国防与武警大队栏目等页面，惊现「习近平的十八层地狱罪名录」图片，同时，南阳国防教育基地官网、海军工程大学，甚至河北「邯郸市市民卡」官网都惊现上述图片。
在这些页面上，更是标注有「天理不容习近平，该下地狱！」、「永世不得超生」。内容中不仅注明了十八层地狱的罪名，还简述了进到每一层地狱的原因。
文章用比喻的方式说，因输出“一带一路欺骗合作国家”，将堕入“拔舌地狱”；因“设海外警察局严控异议分子”，将堕入“铁树地狱”；因“暴力活摘法轮功、良心犯的器官”，将堕入“石压地狱”，因“豆腐渣工程酿各地水患死伤惨重”，将堕入“火山地狱”；因“盖牌失业率，任凭经济萧条，生灵涂炭”，将堕入第十八层“刀锯地狱”等。

## 逮捕和審判
至2009年起，過以千计的人因為涉及匿名者发动的網絡攻擊行動而被捕，國家包括英國、美國、澳洲、荷蘭、西班牙以及土耳其。
匿名者成員普遍反對這些逮捕行動，並認為這些被捕者為行動而犧牲。

### 引用
1. ↑  . Brian Lehrer Live. Vimeo. February 9, 2011  [March 24, 2011]. （原始内容存档于2012-06-09）.
2. ↑  . Anonews.   [February 2016]. （原始内容存档于2016-02-07）.
3. ↑  .   [2016-02-19]. （原始内容存档于2016-02-14）.
4. ↑  Landers, Chris. . Baltimore City Paper. April 2, 2008  [July 3, 2008]. （原始内容存档于2008年6月8日）.
5. ↑  Oltsik, Jon. . Network World. December 3, 2013  [December 4, 2013]. （原始内容存档于2014-04-07）.
6. ↑  Waites, Rosie. . BBC News. October 20, 2011  [October 20, 2011]. （原始内容存档于2012-01-21）.
7. ↑  John S. Forrester, , The Boston Globe, 11 February 2008  [2016-02-19], （原始内容存档于2016-03-03）
8. ↑  Kwek, Glenda. . The Sydney Morning Herald Times. October 14, 2011  [2012-07-20]. （原始内容存档于2012-06-22）.
9. ↑  .   [2013-06-09]. （原始内容存档于2013-06-07）.
10. ↑  .   [2018-08-22]. （原始内容存档于2018-08-22）.
11. ↑  Olson 2012，第63–65頁.
12. ↑  . The Economist.  – HighBeam Research  . 2008-02-02  [2015-02-12]. （原始内容存档于2013-11-05） （英语）.
13. ↑  George-Cosh, David. . National Post. 2008-01-25  [2015-02-12]. （原始内容存档于2008-01-28）.
14. ↑  . Cape Times.  – HighBeam Research  . 2008-03-04  [2015-02-12]. （原始内容存档于2017-06-22） （英语）.
15. ↑  Olson 2012，第82–3頁.
16. ↑  Liebowitz, Matt. . NBC News.   [2021-10-01]. （原始内容存档于2020-05-21） （英语）.
17. ↑  . The Washington Post.   [2013-01-13]. （原始内容存档于2014-10-19）.
18. ↑  No Copyright is Worth a Human Life （页面存档备份，存于） 主場新聞
19. ↑  . 新华网. 2013-04-05. （原始内容存档于2013-04-09）.
20. ↑  .   [2016-05-18]. （原始内容存档于2016-07-01）.
21. ↑  . 東森新聞雲. 2013-05-13  [2013-05-13]. （原始内容存档于2013-06-07）.
22. ↑  . 蘋果日報. 2014-10-02  [2014-10-02]. （原始内容存档于2014-10-01） （中文（香港））.
23. ↑  YouTube上的Anonymous Declares War Against Hong Kong Police（英文）
24. ↑  Anonymous Declares War against Hong Kong （页面存档备份，存于） （英文）
25. ↑  . 自由時報. 2014年10月7日  [2014年10月16日]. （原始内容存档于2015年2月26日）.
26. ↑  . BBC. 2014年10月12日  [2014年10月16日]. （原始内容存档于2015年1月6日）.
27. ↑  . 聯合報. 2014年10月12日  [2014年10月16日]. （原始内容存档于2014年11月11日）.
28. ↑  . 蘋果日報. 2016-01-03  [2016-01-03]. （原始内容存档于2016-01-13）.
29. ↑  . 蘋果日報. 2016-02-11  [2016-02-21]. （原始内容存档于2018-10-03）.
30. ↑  YouTube上的Anonymous: Operation Ice ISIS (#OpIceISIS)（英文）
31. ↑  YouTube上的ISIS cyber attack by Anonymous Hacker（英文）
32. ↑  . 澎湃新闻网. 2015-02-08  [2015-02-13]. （原始内容存档于2015-02-13）.
33. ↑  . 北晚新视觉. 2015-02-09  [2015-02-12]. （原始内容存档于2015-02-12）.
34. ↑  . 人民网. 2015-02-12  [2015-02-12]. （原始内容存档于2015-02-12）.
35. ↑  黃麗蓉. . 旺報即時新聞. 2015-07-22  [2015-07-26]. （原始内容存档于2015-07-25）.
36. ↑  . 明報. 2015年11月16日  [2016年4月3日]. （原始内容存档于2016年4月20日） （中文（香港））.
37. ↑  .   [2015-11-22]. （原始内容存档于2015-11-26）.
38. 1 2  周虹汶. . 自由時報電子報. 2015-11-07  [2016-04-03]. （原始内容存档于2016-04-17） （中文（臺灣））.
39. ↑  . 中央廣播電臺. 2015-10-30  [2016-04-03]. （原始内容存档于2016-04-15） （中文（臺灣））.
40. ↑  . NOWnews. 2015-10-30  [2016-04-03]. （原始内容存档于2016-04-12） （中文（臺灣））.
41. ↑  潘勛. . 中時電子報. 2015年11月3日  [2016年4月3日]. （原始内容存档于2016年4月21日） （中文（臺灣））.
42. ↑  傅莞淇. . 風傳媒. 2015年11月6日  [2016年4月3日]. （原始内容存档于2018年8月23日） （中文（臺灣））.
43. ↑  . Yahoo奇摩新聞. 2015年8月3日  [2015年8月3日]. （原始内容存档于2015年11月26日）.
44. ↑  .   [2016-09-23]. （原始内容存档于2017-02-14）.
45. ↑  . NOWnews. 2016-01-16  [2016-01-17]. （原始内容存档于2016-01-17） （中文（臺灣））.
46. ↑  Anonymous HkG. . 2016-01-19  [2017-06-06]. （原始内容存档于2019-02-19） （中文（臺灣））.
47. ↑  . 2016-01-20  [2018-06-03]. （原始内容存档于2018-08-22） （中文（臺灣））.
48. ↑  .   [2019-08-09]. （原始内容存档于2019-08-09）.
49. ↑  .   [2019-08-09]. （原始内容存档于2019-08-09）.
50. ↑  .   [2018-08-22]. （原始内容存档于2018-08-22）.
51. ↑  .   [2018-08-22]. （原始内容存档于2018-08-22）.
52. ↑  蘋果日報. . 2019-06-26  [2019-06-26]. （原始内容存档于2019-06-26） （中文（香港））.
53. ↑  朱冠諭. . 風傳媒.   [2020-02-05]. （原始内容存档于2020-02-06）.
54. ↑  . Yahoo奇摩新聞. 2020-06-01  [2022-11-01]. （原始内容存档于2022-11-01） （中文（臺灣））.
55. ↑  . 風傳媒.   [2021-10-02]. （原始内容存档于2021-10-02）.
56. 1 2  陳成良. . 自由時報. 2022-11-01  [2022-11-01]. （原始内容存档于2023-01-13）.
57. ↑  .   [2022-11-01]. （原始内容存档于2022-11-10）.
58. ↑  News, Taiwan. . Taiwan News. 2021-12-23  [2022-01-06]. （原始内容存档于2022-01-26）.
59. ↑  . 自由時報.   [2022-02-25]. （原始内容存档于2022-04-12）.
60. ↑  .   [2022-02-27]. （原始内容存档于2022-02-24）.
61. ↑  . ETtoday新聞雲.   [2022-02-25]. （原始内容存档于2022-03-07）.
62. 1 2  .   [2022-02-27]. （原始内容存档于2022-02-26）.
63. ↑  .   [2022-02-27]. （原始内容存档于2022-06-03）.
64. ↑  https://www.youtube.com/watch?v=OCpKfiYkGLw （页面存档备份，存于） 43秒処
65. ↑  .   [2022-02-27]. （原始内容存档于2022-06-03）.
66. ↑  .   [2022-02-27]. （原始内容存档于2022-06-03）.
67. ↑  .   [2022-02-27]. （原始内容存档于2022-06-03）.
68. ↑  .   [2022-03-18]. （原始内容存档于2022-06-03）.
69. ↑  . 聯合新聞網. 2022-03-02  [2022-03-02]. （原始内容存档于2022-03-09） （中文（繁體））.
70. ↑  .   [2022-03-18]. （原始内容存档于2022-06-03）.
71. ↑  .   [2022-12-03]. （原始内容存档于2022-09-24）.
72. ↑  . RFI - 法国国际广播电台. 2022-12-01  [2022-12-01]. （原始内容存档于2022-12-02） （中文（简体））.
73. ↑  . 動區動趨-最具影響力的區塊鏈媒體 (比特幣, 加密貨幣). 2022-12-01  [2022-12-01]. （原始内容存档于2022-12-02） （中文（臺灣））.
74. ↑  . 自由時報. 2022-12-02  [2022-12-02]. （原始内容存档于2022-12-09） （中文（臺灣））.
75. ↑  @AnonOpsSE.  (推文). 2022-11-30 –Twitter.
76. ↑  . 自由亞洲電台. 2022-12-01  [2022-12-02]. （原始内容存档于2022-12-02）.
77. ↑  . 中央通讯社. 2022-12-01  [2022-12-01]. （原始内容存档于2022-12-03）.
78. ↑  . www.ntdtv.com. 2022-12-05  [2023-11-03]. （原始内容存档于2023-11-03） （中文（简体））.
79. ↑  . RFI - 法国国际广播电台. 2023-06-06  [2023-11-02]. （原始内容存档于2023-11-02） （中文（简体））.
80. ↑  . Yahoo News. 2023-06-07  [2023-11-02]. （原始内容存档于2023-11-02） （中文（臺灣））.
81. ↑  . www.ntdtv.com. 2023-06-07  [2023-11-02]. （原始内容存档于2023-11-02） （中文（简体））.
82. ↑  . Yahoo News. 2023-10-04  [2023-11-03]. （原始内容存档于2023-11-03） （中文（臺灣））.
83. ↑  . www.ntdtv.com. 2023-10-04  [2023-11-03]. （原始内容存档于2023-11-03） （中文（简体））.
84. ↑  Olson 2012，第355頁.
85. ↑  Olson 2012，第356頁.

### 书目
- Coleman, Gabriella. . Verso Books. November 4, 2014. ISBN 978-1781685846.
- Firer-Blaess, Sylvain.  (PDF). Uppsala: Acta Universitatis Upsaliensis. 2016: 220  [October 5, 2016]. ISBN 978-91-554-9602-9. （原始内容存档 (PDF)于2021-10-06）.
- Kelly, Brian.  (PDF). Boston University Law Review. 2012, 92 (5): 1663–1710  [May 2, 2013]. （原始内容存档 (PDF)于2022-07-11）.
- Olson, Parmy. . Hachette Digital, Inc. June 5, 2012  [May 2, 2013]. ISBN 978-0-316-21353-0. （原始内容存档于2021-01-26）.